# Microsoft Entertainment Pack
Microsoft Entertainment Pack, también conocido como Windows Entertainment Pack o simplemente WEP, es una colección de videojuegos casuales de computadora de 16 bits para Windows. Se lanzaron cuatro Entertainment Packs entre 1990 y 1992. Estos videojuegos eran algo inusuales para la época, ya que no se ejecutaban en MS-DOS. En 1994, se lanzó una compilación de los cuatro Entertainment Packs anteriores llamada The Best of Microsoft Entertainment Pack. En 2001 se lanzó una versión para Game Boy Color.
Microsoft publicitó Entertainment Packs para partidas casuales en computadoras de oficina. Las cajas tenían lemas como «No más pausas para el café aburridas» y «¿Solo unos minutos entre reuniones? Juega una partida rápida de Klotski». La campaña de marketing tuvo éxito; en 1992 Computer Gaming World describió la serie de videojuegos como «los Gorilas de la Jungla de los Juegos Livianos», con más de 500 000 copias vendidas.
Minesweeper del paquete 1 se incluyó posteriormente en Windows 3.1, y FreeCell se incluyó en Windows 95. WinChess y Taipei, ambos escritos por David Norris, recibieron nuevas versiones en Windows Vista, llamadas Chess Titans y Mahjong Titans, respectivamente. Mahjong Titans fue reemplazado por Microsoft Mahjong en Windows 8. Microsoft Solitaire Collection también incluye versiones de Tut's Tomb (como Pyramid) y TriPeaks.

## Lista de videojuegos

### Microsoft Entertainment Pack 1
- Cruel (juego de cartas)
- Golf (juego de cartas)[a]
- Minesweeper, programado por David Bauer[b]
- Pegged (una versión del Peg solitaire), programado por Mike Blaylock
- Taipei(más tarde conocido como Mahjong Titans y Microsoft Mahjong)[a][b]
- Tetris (versión de Windows)[a]
- TicTactics (variante de Tic-tac-toe)
- IdleWild (programa de salvapantallas), escrito por Brad Christian

### Microsoft Entertainment Pack 2
- FreeCell (juego de cartas)[a][b]
- Jigsawed (juego de rompecabezas)
- Pipe Dream (por LucasArts), programado por Eric Geyser[a]
- Rattler Race
- Rodent's Revenge[a]
- Stones, desarrollado por Michael C. Miller
- Tut's Tomb (juego de cartas)
- IdleWild, con 8 nuevos salvapantallas

### Microsoft Entertainment Pack 3
- Fuji Golf, un juego de golf
- Klotski
- Life Genesis (basado en Conway's Game of Life, con un nuevo modo para dos jugadores[5][2])
- SkiFree, programado por Chris Pirih[a]
- TetraVex[a]
- TriPeaks (un juego de cartas)[a]
- WordZap (un juego de palabras)
- IdleWild, con 8 nuevos salvapantallas

### Microsoft Entertainment Pack 4
- Chess
- Chip's Challenge, programado por Chuck Sommerville[a]
- Dr. Black Jack, un juego de cartas creado por Mike Blaylock, basado en el juego del mismo nombre[a]
- Go Figure!
- JezzBall[a]
- Maxwell's Maniac
- Tic Tac Drop, una variante de Conecta 4 con tableros personalizables

### The Best of Microsoft Entertainment Pack
The Best of Microsoft Entertainment Pack es una colección de 13 juegos de Entertainment Packs anteriores. Se lanzó una versión para Game Boy Color en junio de 2001 en Norteamérica y en agosto de 2001 en Europa. Fue desarrollado por Saffire y publicado por Classified Games en Norteamérica y Cryo Interactive en Europa.
| Windows - Tetris - FreeCell - Pipe Dream - Chip's Challenge - Taipei - Tut's Tomb - Rodent's Revenge - TriPeaks - Golf - SkiFree - JezzBall - Dr. Black Jack - TetraVex | Game Boy Color - Tut's Tomb - TriPeaks - FreeCell - TicTactics - Minesweeper - Life Genesis - SkiFree |

## Desarrollo
Microsoft Entertainment Pack fue diseñado por el equipo «Entry Business» de Microsoft, cuyo trabajo era hacer que Windows fuera más atractivo para hogares y pequeñas empresas. El ex gerente de productos de Microsoft, Bruce Ryan, dijo que la empresa hizo esto porque «estaba preocupada de que los altos requisitos de hardware del sistema operativo significaran que la gente solo lo vería como una herramienta para grandes empresas». El proyecto «casi no tenía presupuesto», y ningún editor de videojuegos importante se involucró porque dudaban de la legitimidad de Windows como plataforma de videojuegos; por lo tanto, Ryan compiló una serie de videojuegos en los que los empleados de Windows habían estado trabajando en su tiempo libre. Según el desarrollador de FreeCell, Jim Horne, los paquetes no estaban protegidos contra copia, por lo que los clientes podían distribuir copias a sus amigos, para alentar el uso de Windows para videojuegos. Como pago, cada autor recibió diez acciones de Microsoft.
Durante gran parte de la década de 1990, el Gamesampler, un subconjunto de Entertainment Pack lo suficientemente pequeño como para caber en un solo disquete de alta densidad, fue agregado como disquete extra en el paquete de 10 disquetes vírgenes de 3,5" de Verbatim. Los videojuegos del disquete incluían a Jezzball, Rodent's Revenge, Tetris y Skifree. En ocasiones, también se ofrecía un disquete «Best of» de varios de los videojuegos como regalo por correo de los cereales Kellogg's.
En las copias del código fuente de Windows NT 4.0 y Windows 2000 que se filtraron en 2004, hay versiones de 32 bits de Cruel, Golf, Pegged, Reversi, Snake (Rattler Race), Taipei y TicTactics. Sin embargo, FreeCell y Minesweeper han tenido versiones oficiales de 32 bits incluidas incluso con las primeras versiones de Windows NT. Los desarrolladores originales de algunos de los videojuegos como SkiFree, TriPeaks, y WordZap ofrecieron versiones de 32 bits. Los desarrolladores de terceros también han creado clones freeware de 32 bits de Klotski, TetraVex, Rodent's Revenge, Tetris, y Taipei.

## Recepción
Digital Trends señaló: «Para muchos, los juegos simples pero divertidos que se encuentran en el Entertainment Pack proporcionaron una primera muestra de los primeros juegos de PC y sirvieron como puerta de entrada a clásicos más complejos». PC World describió el paquete como poseer «juegos que hacen perder el tiempo».